# Поединок (фильм, 1957)
«Поединок» — советская чёрно-белая драма режиссёра Владимира Петрова по повести Александра Куприна «Поединок» (1905). Премьера фильма состоялась 2 декабря 1957 года. Первые роли в кино Евгения Евстигнеева и Эрнста Романова.

## Сюжет
Конец XIX века (1896 год — как указано в отчёте о дуэли в конце фильма). Подпоручик Ромашов влюбляется в молодую жену поручика Николаева Александру. В результате конфликта в офицерском собрании между Ромашовым и Николаевым офицерский суд выносит решение о поединке между ними. Александра, имея непреодолимую волю к устроению своей судьбы в высшем обществе через продвижение карьеры мужа в Генеральном штабе любой ценой, предлагает Ромашову фиктивную дуэль и себя в качестве любовницы.

## В ролях
| Актёр              | Роль                                    |
| ------------------ | --------------------------------------- |
| Николай Комиссаров | командир полка, полковник Шульгович     |
| Андрей Попов       | поручик Василий Нилович Назанский       |
| Юрий Пузырёв       | подпоручик Юрий Алексеевич Ромашов      |
| Михаил Названов    | поручик Владимир Ефимович Николаев      |
| Ирина Скобцева     | Александра Петровна Николаева (Шурочка) |
| Лидия Сухаревская  | Раиса Александровна Петерсон            |
| Сергей Блинников   | подполковник Лех                        |
| Николай Боголюбов  | капитан Осадчий                         |
| Владимир Белокуров | штабс-капитан Диц                       |
| Евгений Евстигнеев | подполковник Петерсон                   |
| Александр Гумбург  | капитан Слива                           |
| Ной Авалиани       | адъютант Бек-Агамалов                   |
| Павел Павленко     | капитан Светловидов                     |
| Леонид Пархоменко  | поручик Павел Павлович Веткин           |
| Александр Лебедев  | солдат Хлебников                        |
| Раднэр Муратов     | Гайнан денщик Ромашова                  |

### В эпизодах
| Актёр                   | Роль                   |
| ----------------------- | ---------------------- |
| Евгений Меченко         |                        |
| Лев Перфилов            | прапорщик Лобов        |
| Глеб Стриженов          | подпоручик Михин       |
| Николай Горлов          | подпрапорщик Золотухин |
| Павел Брянский          |                        |
| Анатолий Сахновский     | офицер                 |
| Георгий Милляр          | штабс-капитан Клодт    |
| Валерий Ерофеев         |                        |
| Антонина Гунченко       | проститутка            |
| Анна Заржицкая          | дама                   |
| Нина Палладина          | молодая дама           |
| Ирина Шаляпина-Бакшеева | дама                   |

### Нет в титрах
| Актёр              | Роль        |
| ------------------ | ----------- |
| Алевтина Румянцева | проститутка |
| Вера Бурлакова     |             |
| Маргарита Жарова   | проститутка |
| Николай Карнаухов  | денщик      |
| Эрнст Романов      | офицер      |

## Съёмочная группа
- Постановка: Владимир Петров
- Сценарий: Владимир Петров
- Операторы: Аркадий Кольцатый, Григорий Айзенберг
- Художник-постановщик: Абрам Фрейдин
- Композитор: Арам Хачатурян
- Звукорежиссёр: Александр Рябов
- Монтаж: З. Верёвкина